# Буонаквисто (Терни)
Буонаквисто је насеље у Италији у округу Терни, региону Умбрија.
Према процени из 2011. у насељу је живело 221 становника. Насеље се налази на надморској висини од 682 м.